# Chikila
Famille
Genre
Chikila est un genre de gymnophiones, le seul de la famille des Chikilidae.

## Répartition
Les quatre espèces de ce genre sont endémiques d'Inde. Elles se rencontrent en Arunachal Pradesh, en Assam, au Meghalaya, au Nagaland et au Tripura.
Leurs présences sont incertaines en Birmanie et au Bangladesh.

## Liste des espèces
Selon Amphibian Species of the World (19 janvier 2014) :
- Chikila alcocki Kamei, Gower, Wilkinson & Biju, 2013
- Chikila darlong Kamei, Gower, Wilkinson & Biju, 2013
- Chikila fulleri (Alcock, 1904)
- Chikila gaiduwani Kamei, Gower, Wilkinson & Biju, 2013

## Publication originale
- Kamei, San Mauro, Gower, Van Bocxlaer, Sherratt, Thomas, Babu, Bossuyt, Wilkinson, and Biju, 2012 : Discovery of a new family of amphibians from northeast India with ancient links to Africa. Proceedings of the Royal Society of London. B, Biological Sciences, vol. 279, p. 2396–2401 (texte intégral).